# Babankatami
Babankatami, o anche Baban Katami, è un comune rurale del Niger facente parte del dipartimento di Bouza nella regione di Tahoua.